# Incitation à la localisation du COFIC
Le programme d'incitation à la localisation du COFIC, lancé en 2011 par le Conseil du film coréen (COFIC), couvre une partie des frais des « films, séries TV et documentaires étrangers » tournés en Corée du Sud. Le COFIC accorde jusqu'à 30 % de remboursement en espèces sur les « dépenses étrangères de production d’œuvres audiovisuelles engagées dans les biens et services en Corée ». Le montant de la subvention est sujet à changement en fonction du nombre de jours de tournage du film et du budget restant du programme de subvention à compter de la date de la demande.
Le programme a appuyé de nombreux films depuis son lancement, comme One Cut (film japonais), Amour (film japonais), et Taste (film chinois) en 2013; Urban Games (film chinois), Olympic Ransom (série TV japonaise), et Full House (série TV thaïlandaise) en 2012; et Hakuji no Hito (film japonais), Rainbow Rose (série TV japonaise), et On the Road (film chinois) en 2011.
Le nombre de fois que la Corée a été représentée dans les films occidentaux est remarquablement inférieur au nombre de représentation de la Chine ou du Japon. En outre, la Corée du Sud est généralement utilisée pour servir de décor à une « fausse Corée du Nord ». Grâce à ce programme, le gouvernement sud-coréen montre sa volonté de changer le statu quo. Il cherche un gain économique direct grâce au tourisme et aux emplois locaux. Mais à long terme, il cherche également à promouvoir l'image de marque de la Corée et à augmenter son influence internationale. Cela donnera à la Corée un statut plus élevé dans la société mondiale.

## Avengers: L'Ère d'Ultron
Marvel Studios est sélectionné pour le programme d'incitation afin de tourner une partie du film Avengers : L'Ère d'Ultron en Corée du Sud en mars 2014. 30 % du coût de production est ainsi financé par le gouvernement sud-coréen.
Les retombées économiques sont estimées à près de 23 millions $, en particulier pour le marché du travail local et le tourisme. En outre, dans le film, la Corée est représentée comme un « pays moderne et de haute technologie » sans « aucun aspect négatif » - une clause incluse dans le contrat entre Marvel et le gouvernement sud-coréen. La Corée prévoit que cet événement sera le nouveau Gangnam Style en ajoutant de la valeur positive à l'image de la Corée du Sud.